# Djent
Djent é um recente movimento que se desenvolveu como uma derivação do metal progressivo, tendo como berço, assim como sendo mais evidente, lugares como o norte da Europa, o nordeste dos Estados Unidos e ainda a Austrália. A palavra "djent" é uma onomatopéia para o som de uma guitarra com distorção (alto ganho) sendo tocada com palm muting (abafamento), como empregado, por exemplo, pela banda sueca Meshuggah, e quanto termo, tendo sido cunhado pelo guitarrista Fredrik Thordendal, da já citada banda Meshuggah. Tipicamente, o termo é usado para se referir à música que faz uso desse som, o som em si, ou a melodia que o envolve.

## Desenvolvimento

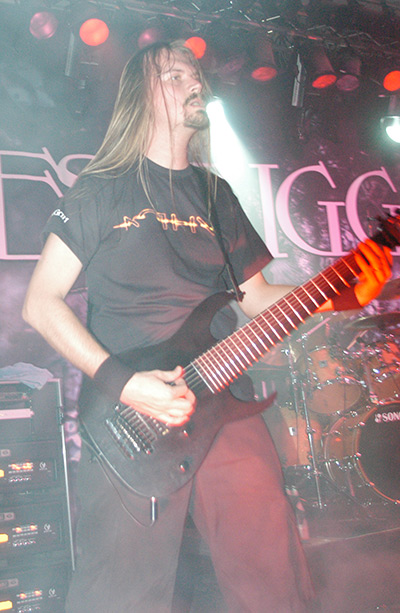
O guitarrista da banda Meshuggah, Fredrik Thordendal.

Na década de 2000, bandas como a sueca Meshuggah e a britânica Sikth já apresentavam uma sonoridade com intenso uso de palm muting (abafamento) em cima de contratempo, assim como o uso de ambiente, sendo essas bandas, portanto, principalmente o Meshuggah, precursoras do Djent. Ainda entre bandas pioneiras do Djent temos a neerlandesa Textures, a inglesa TesseracT e a americana Animals as Leaders. As bandas After the Burial e Born of Osiris  também foram descritas como sendo inspiradas no gênero. O movimento, entretanto, surgiu após as gravações solo de Misha Mansoor, guitarrista da banda americana Periphery, que posteriormente "incorporou" o Djent do "mundo real" para o metalcore. Em pouco tempo o gênero cresceu e se tornou uma tendência, com inúmeras bandas de metalcore emergindo nas cenas, em especial europeia e americana, entre 2009 e 2010. E incorporando pequenas passagens de trechos "djent" geralmente aos 'breakdowns' em suas musicas.

## Características
Djent, em seu sentido original, é um acorde pesado, tocado de forma sincopada em um riff de guitarra, fortemente processado digitalmente. O Djent como um gênero musical tem sido descrito e apresentado com acordes de guitarra intensamente abafados e dissonantes, fortemente distorcidos, assim como com solos virtuosos  e ambientes dinâmicos. Ainda é caracterizado como progressivo, técnico, rítmico e muitas vezes incluindo a polirritmia, e portanto, complexo. Outro atributo comum do estilo é o som computadorizado e o uso de sampler para a reprodução de sons ambientes.

### As cordas no djent
Entre as bandas djent predominam as guitarras de sete, oito e até nove cordas (essa última sendo menos comum), em que as cordas mais graves associadas às baixas afinações das guitarras soam o peso que caracterizam a sonoridade do gênero. Havendo inclusive séries de guitarras voltadas para o estilo. Também há o comum emprego de baixos de cinco e seis cordas, igualmente em baixas afinações.

## O termo THALL

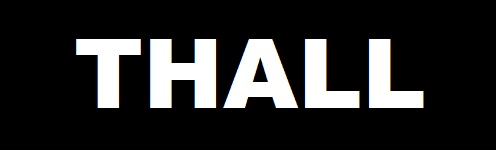
O termo THALL, que é difundido na cena djent.

O termo THALL, que é disseminado dentro da cena djent, foi criado pelos membros da banda Vildhjarta, e propagado pela internet através de vídeos e de redes sociais.
O seu significado, no entanto, não é conhecido na cena djent, uma vez que os membros da banda não o revelam, alegando que o mesmo pode perder o seu significado, e por isso, o significado do termo tem ficado restrito aos membros da banda Vildhjarta, o que consequentemente tem o tornado sinônimo da própria banda e mesmo do djent.

## Lista das bandas mais relevantes
| Banda              | País de origem | Período em atividade          |
| ------------------ | -------------- | ----------------------------- |
| Protest The Hero   | Canadá         | 1999 -- Presente              |
| After the Burial   | Estados Unidos | 2004 – Presente               |
| Animals as Leaders | Estados Unidos | 2007 – Presente               |
| Born of Osiris     | Estados Unidos | 2003 – Presente               |
| The Contortionist  | Estados Unidos | 2007 – Presente               |
| ERRA               | Estados Unidos | 2009 – Presente               |
| Hacktivist         | Reino Unido    | 2011 – Presente               |
| The HAARP Machine  | Reino Unido    | 2007 – Presente               |
| Heart of a Coward  | Reino Unido    | 2009 – Presente               |
| Intervals          | Canadá         | 2011 – Presente               |
| Meshuggah          | Suécia         | 1987 – Presente               |
| Modern Day Babylon | Chéquia        | 2010 – Presente               |
| Monuments          | Reino Unido    | 2007 – Presente               |
| Northlane          | Austrália      | 2009 – Presente               |
| Periphery          | Estados Unidos | 2005 – Presente               |
| SikTh              | Reino Unido    | 2001 – 2008 e 2012 – Presente |
| Skyharbor          | Índia          | 2010 – Presente               |
| TesseracT          | Reino Unido    | 2003 – Presente               |
| Textures           | Países Baixos  | 2001 – Presente               |
| Uneven Structure   | França         | 2008 – Presente               |
| Veil of Maya       | Estados Unidos | 2004 – Presente               |
| Vildhjarta         | Suécia         | 2005 – Presente               |
| Volumes            | Estados Unidos | 2009 – Presente               |
| Xerath             | Reino Unido    | 2007 – Presente               |